# Borucz (hala)

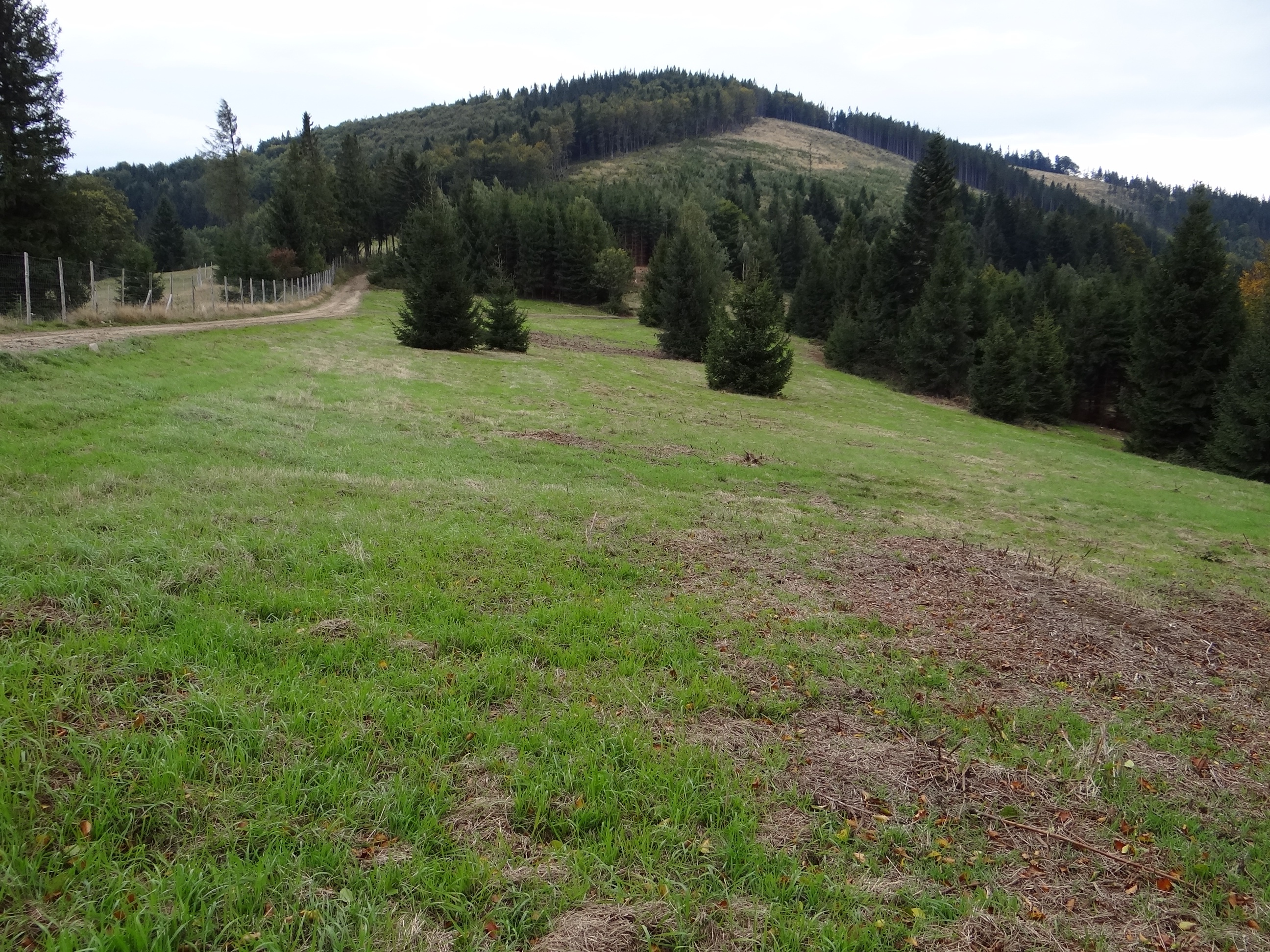
Hala Borucz

Hala Borucz – dawna hala pasterska na grzbiecie szczytu Borucz (nazywany także Ostrym lub Ostrym Wierchem) w Beskidzie Żywiecko-Orawskim. W przewodniku „Beskid Żywiecki” jest opisana jako polana Wierchy. W istocie nie jest to ani polana, ani hala pasterska, lecz dawne pola uprawne i łąki miejscowości Cisiec. Zajmuje nie tylko zachodnią część grzbietu Boruczy, ale schodzi jego północno-zachodnimi stokami w dół, łącząc się z polami uprawnymi Ciśca. Znajdują się na niej szałasy. Za pasem lasu, po wschodniej stronie wierzchołka Boruczy znajduje się jeszcze druga polana, również z szałasami.
Hala Borucz nie jest już wykorzystywana rolniczo, została natomiast wyplantowana i zamieniona na narciarski tor zjazdowy. Planowane jest tutaj wykonanie wyciągów i stacji narciarskiej.

## Szlak turystyczny
Żabnica PKS – Borucz – Prusów – schronisko PTTK na Hali Boraczej – Sucha Góra – Rajcza